# Бофремоны
Дом де Бофремон (фр. Maison de Bauffremont) — старинная лотарингская, бургундская и французская аристократическая фамилия, известная с середины X века, и давшая Бургундскому герцогству, австрийским эрцгерцогам и коронам Испании и Франции ряд государственных деятелей и военачальников, в том числе пятерых президентов дворянства на Генеральных штатах Французского королевства, четырех рыцарей Золотого руна, пятерых рыцарей Святого Михаила и одного рыцаря Святого Духа.

## История
Происходящая из Верхней Лотарингии, семья Бофремонов к началу XIII века имела значительные земельные владения в обеих Бургундиях. С середины X века этот дом владел мощным замком Бофремон (Beaufremont), центром баронии, расположенным в двух лье к юго-юго-востоку от Нёшато, и в девяти лье к юго-западу от Нанси, в стратегически важном районе Лотарингского герцогства.
«Их первые союзы с суверенными домами, и войны, или очень старинные вмешательства, даже против герцогов Лотарингии, свидетельствуют о блестящем происхождении и ранге, который они держали среди высшей знати». Отец Перри в своей «Истории Шалон-сюр-Сона» возводит происхождение дома Бофремонов к бургундскому военачальнику V века по имени Эннодий Вавримонт. Эту легенду уже историки раннего Нового времени не воспринимали всерьез, ограничиваясь, по словам Дюно де Шарнажа, перечислением филиаций, начиная с XV столетия, «так как прошло немало веков от начала их родословной, они потеряли титулы из-за различных перемен, отчуждения земель, которыми владели, из-за пресечения старших ветвей, земли и бумаги которых перешли путем союзов в руки иностранцев».
Древняя традиция обеих Бургундий сохранила поговорку о знатнейших фамилиях края: «богатство Шалонов, знатность Вьенов, доблесть Вержи, фьефы Нёшателей и Бофремоны, добрые бароны» (Li Bauffremont li bons barons).
В древнейших хартиях название родового замка пишется как Бефруамон (Beffroimont), каковое наименование, возможно, происходит от слова un beffroi («беффруа») — просторечного названия большого колокола — звонившего тревогу и собиравшего в случае опасности подвластных людей и помощь из соседних замков. Дюно де Шарнаж также отмечает, что герб Бофремонов из меха и противомеха напоминает изображение множества колоколов. Написание фамилии в средние века варьировалось: Boiffremont, Baffremont, Beaufremont, Beauffremont, Baufremont и Bauffremont.
Историк, по мнению де Курселя, более достойный веры, чем Перро, аббат Гийом, член Безансонской академии и автор «Генеалогической истории сиров де Сален», нашел в счетной палате Бара оммаж, данный в 950 году графом Убальдом, сыном Хартмана Тевтонца. В документе речь идет о безымянных земле и замке, положение и границы которых, а также генеалогические сведения указывают на Бофремон. Тот же автор отыскал сведения о переходе владения к Льебо I, Югу I, Льебо II, Югу II и Льебо III, и предположил, что Льебо I был сыном Убальда, и в дальнейшем наследование шло от отца к сыну.
В одной хартии также упоминается Одон, сир де Бофремон, как родоначальник позднейших баронов, и в документе указано, что король Генрих II взял замок Бофремон под свою защиту.
В XV веке Бофремоны унаследовали от дома Вержи достоинство наследственных сенешалей Бургундии, позднее перешедшее к линии Шарни дома Шабо.
Дипломом от 20 августа 1636 представители дома получили статус граждан имперского города Безансона.
В 1681 году по браку приобрели передававшийся в мужской линии по праву первородства титул маркизов де Мирбо, принадлежавший дому де Барр, и созданный королем Генрихом III в декабре 1574.
Инвеститурой от 26 января 1738 Бофремоны получили наследственную должность великого камергера архиепископства Безансонского (мужской фьеф).
Император Франц I 8 июня 1757 пожаловал Луи де Бофремону, его братьям и их законному потомству обоего пола достоинство князей Священной Римской империи, как наследникам угасшего дома де Горрево, имевшего имперское княжеское достоинство с 22 марта 1623. Одновременно кайзер, принимая во внимание родство Бофремонов с герцогами Бургундскими и блеск их фамилии, позволил новым князьям именоваться императорскими кузенами. Аналогичная почесть была предоставлена 13 декабря 1759 и 1 ноября 1762 главе рода королем Франции, и три брата Бофремона были допущены к французским придворным привилегиям, полагавшимся иностранным принцам. 1 ноября 1762 Бофремоны получили титул принцев де Листенуа.
3 мая 1810 Бофремоны жалованной грамотой Наполеона I получили титул графов Французской империи (с передачей титула действующему главе рода министерским постановлением 2 мая 1921).
Людовик XVIII ордонансом 17 августа 1815 году причислил главу дома к рангу пэров Франции и сделал наследственным членом Палаты пэров, а ордонансом 31 августа 1817 и жалованной грамотой 18 февраля 1818 возвел в достоинство герцога и пэра (с передачей титула действующему главе рода министерским постановлением 2 апреля 1921).
В 1824 глава рода Бофремонов унаследовал титул принцев де Каранси у дома де Келан, утвержденного в этом титуле королевскими патентами от 24 июля 1721 и 4 ноября 1768, в качестве наследника угасшего дома Бурбон-Каранси.
Унаследовали титул герцога де Атриско и гранда Испании 1-го класса, созданного Филиппом V 17 апреля 1708.
Передачей титулов путем уступки 30 декабря 1864 и патентами от 29 октября 1866 и 22 апреля 1905 Бофремоны приобрели титулы маркиза де Леганес и гранда Испании 1-го класса, созданного Филиппом IV 22 июня 1627 и 12 мая 1640, и маркиза де Мората де ла Вега, созданного Филиппом IV 9 сентября 1635.
Родовой ствол сиров де Бофремон в XIV столетии разделился на две основные ветви потомков Льебо IV, маршала Бургундии, которого герцог Роберт II именовал своим дорогим кузеном, и которому по завещанию от марта 1297 доверил опеку над своими детьми.
Старшая ветвь угасла в 1473 году со смертью Пьера Младшего, дочь которого Антуанетта передала семейные владения в дом Люксембург-Линьи, а младшая существует до настоящего времени в линии потомков Луи-Бенина де Бофремона, рыцаря Золотого руна, женившегося 5 марта 1712 на Элен де Куртене, последней представительнице капетингской ветви, идущей от Пьера Французского, седьмого сына Людовика VI, передавшей дому Бофремонов титул принцев де Куртене.
Ныне главой дома является Жак де Бофремон (р. 1922), 8-й герцог де Бофремон.

## Герцоги де Бофремон
1. 1818—1833 — Александр де Бофремон (1773—1833)
2. 1833—1860 — Альфонс де Бофремон (1792—1860)
3. 1860—1891 — Роже де Бофремон (1823—1891)
4. 1891—1893 — Поль де Бофремон (1827—1893)
5. 1893—1897 — Гонтран де Бофремон (1822—1897)
6. 1897—1917 — Эжен де Бофремон (1843—1917)
7. 1917—1945 — Теодор де Бофремон (1879—1945)
8. с 1945 — Жак де Бофремон (1922-2020)
9. с 2020 - Шарль-Эммануэль (р. в 1945)

## Вероятность фальсификации
В 1890 году Леопольд Делиль на основании лингвистического анализа объявил диплом Фридриха II от 16 марта 1218, которым император брал под защиту замок Бофремон, подложным. По мнению исследователя, аббат Гийом, человек весьма сомнительной репутации, сфабриковал этот документ, взяв за образец аутентичный диплом, выданный аббатству Люр. Делиль полагает, что аббат Гийом осуществил подлог в расчете на вознаграждение со стороны имперского князя Луи де Бофремона, косвенным доказательством чему служит письмо Гийома этому вельможе, направленное 2 июня 1758 из Безансона, в котором генеалог сообщал о своем открытии.
Князь де Бофремон не удовлетворился обладанием копией, предоставленной Гийомом, и, начиная с 1761 года снарядил две экспедиции, которые якобы обнаружили в архивах счетной палаты Бара оригиналы документов.
Подложный диплом вскоре был опубликован Шёпфлином в его Alsatia diplomatica, а также цитировался известными дипломатистами Юйяр-Бреолем, Бёмером и Фиккером, не заподозрившими фальсификации. Соответственно, реконструкция генеалогии первых поколений Бофремонов, предложенная Курселем, основанная на дипломе 1218 года и аналогичных документах (в том числе хартии Льебо IV де Бофремона от 1271 года), подлинность которых также может вызывать сомнения, остается спорной.

## Комментарии
1. ↑  Согласно эффектной, но не имеющей надежной опоры в источниках, версии, знаменитый девиз Бофремонов Dieu ayde au premier chrestien («Бог в помощь первому христианину») восходит к этому варварскому полководцу, якобы являвшемуся христианским неофитом и сражавшемуся против гуннов
2. ↑  Аббат Мерсье де Сен-Леже сообщает об этом человеке: «Гийом, автор Сиров де Сален, был затем, по протекции Ле-Сабатена, назначен в хранилище генеалогий (королевской библиотеки) под именем де Шевинье. Обокрав хранилище, он скрылся. Литейщик в типографии, которому он был должен, взял у него вместо оплаты эти тома генеалогий, и продал их дому Бриалю за 24 ливра» (Delisle, p. 55)